# José Victor Castiel
Zé Victor Castiel, nome artístico de Victor José Cibelli Castiel   (Porto Alegre, 16 de outubro de 1958), é um ator, produtor e colunista brasileiro. 

## Biografia
Zé Victor começou a fazer teatro amador ainda no ensino médio, no Colégio Farroupilha. Formou-se em Direito na Pontifícia Universidade Católica do Rio Grande do Sul e montou um escritório de advocacia especializado em direito autoral. Durante oito anos conciliou os trabalhos no escritório e no palco até que, no início dos anos 1990, optou pela carreira de ator.
Seu primeiro espetáculo profissional em teatro foi A verdadeira história de Édipo Rei (1985), recriação cômica de Toninho Neto a partir do texto de Sófocles, com direção de Oscar Simch, que ficou quase quatro anos em cartaz em Porto Alegre e interior do Rio Grande do Sul, atingindo um público total estimado em mais de 100 mil pessoas . 
O seu talento individual para o humor foi reconhecido pelo público gaúcho com o monólogo Conversa ao pé do palco, que estreou em 1988. No mesmo período, começou a ser convidado a participar de vários filmes de curta metragem produzidos no Rio Grande do Sul. E desde cedo trabalhou como ator e locutor de publicidade. Até hoje, já fez por volta de 350 comerciais de televisão e mais de 6 mil spots para rádio.
Nos anos 1990 trabalhou em dois espetáculos com o grupo do autor e diretor Júlio Conte. Com a peça O marido do Doutor Pompeu baseada em textos de Luis Fernando Verissimo, conquistou o Prêmio Açorianos de melhor ator gaúcho em 1998. Entre 1995 e 1997, dirigiu para a Rádio Atlântida o Programa X, que chegou a ser o programa de humor de maior audiência no rádio do sul do País. 
Depois de vários filmes e programas na RBS TV, a sua carreira deu um salto em 2000 ao ser convidado a interpretar o personagem pateticamente impotente sexualmente Viriato na telenovela da Rede Globo Laços de Família. Viriato, homem forte que trabalha como segurança e é apaixonado pela esposa Yvete (Soraya Ravenle), caiu no gosto do público e tornou José Victor um ator nacionalmente famoso. A partir daí, Zé Victor passou a integrar o elenco da Rede Globo participando de várias telenovelas e minisséries, mas continuou vivendo e fazendo teatro em Porto Alegre.
Em 2001 escreveu e publicou pela editora L&PM o livro A morte do Clóvis, com crônicas, memórias e "historinhas do teatro gaúcho". De 2005 a 2007 foi responsável pela direção artística do Teatro do IPE, evitando o fechamento de uma casa de espetáculos tradicional de Porto Alegre.
Foi um dos principais idealizadores, e ainda produz anualmente o Porto Verão Alegre, evento coletivo de artes cênicas que, desde 1999, apresenta espetáculos de teatro e dança gaúchos a preços reduzidos nos meses de janeiro e fevereiro, período tradicionalmente pobre em atrações culturais na cidade.
Em 2004, com os colegas Rogério Beretta e Oscar Simch, com texto de Artur José Pinto e direção de Néstor Monastério, criou o espetáculo de humor Homens de perto, que já teve mais de 400 apresentações e um público estimado de cerca de 200 mil espectadores .
Em 2009, com o mesmo núcleo e um elenco maior, participou da peça Vermelhos, história e paixão, comemorativa ao centenário do Sport Club Internacional . No mesmo ano, forma a Mezanino Produções  com o colega e amigo Rogério Beretta, empresa responsável pela produção, há mais de 20 anos, do festival Porto Verão Alegre 
A partir de 2014, com a saída de Kenny Braga do Diário Gaúcho, passa a ser colunista (setorista) do Sport Club Internacional no DG, assinando diariamente a coluna Paixão Colorada, na qual faz comentários diversos sobre o futebol do clube alvirrubro.
É sobrinho do lendário e premiado diretor de teatro, ator e apresentador brasileiro Antônio Abujamra.

## Carreira

### No teatro
- 2010: Homens de perto 2 (de Artur José Pinto)
- 2009: Vermelhos, história e paixão (de Artur José Pinto)
- 2004: Homens de perto (de Artur José Pinto)
- 1998: O marido do Doutor Pompeu .... Dr. Pompeu
- 1994: A coisa certa (de Júlio Conte) .... Antero de Quental
- 1993: Um negócio chamado família (de Júlio Conte) .... Abel Schneider
- 1988: Conversa ao pé do palco (monólogo humorístico)
- 1985: A verdadeira história de Édipo Rei (de Toninho Neto)

### Na televisão
| Ano  | Titulo                    | Personagem           | Nota                                                                  |
| ---- | ------------------------- | -------------------- | --------------------------------------------------------------------- |
| 2022 | Desalma                   | Jacob Nowicki        | Episódios: "Às Vezes Eles Voltam" "Forasteiro" "Pactos" "O Despertar" |
| 2017 | Tempo de Amar             | Quintela             | Participação Especial                                                 |
| 2015 | Totalmente Demais         | Comendador Magalhães |                                                                       |
| 2012 | Lado a Lado               | Xavier Pessoa        |                                                                       |
| 2011 | Insensato Coração         | Werner Lindemberg    |                                                                       |
| 2010 | Aventuras do Didi         | Cristóvão Gates      |                                                                       |
| 2009 | Malhação                  | Trabuco              |                                                                       |
| 2008 | Casos e Acasos            | Gilmar               | Episódio: "O Concurso, O Vestido e a Paternidade"                     |
| 2007 | Sete Pecados              | Perseu               |                                                                       |
| 2006 | Páginas da Vida           | Machadão             |                                                                       |
| 2006 | Carga Pesada              |                      | Episódio: "Reencontro às cegas"                                       |
| 2004 | A Diarista                |                      | Episódio: "Aquele das termas"                                         |
| 2003 | A Casa das Sete Mulheres  | Chico Mascate        |                                                                       |
| 2002 | Contos de Inverno         | Benjamin             | Episódio: "A fome e a vontade de comer"                               |
| 2002 | Esperança                 | Gaetano              |                                                                       |
| 2001 | Brava Gente               | Seu Osmar            | Episódio" "O comprador de fazendas"                                   |
| 2001 | Contos de Inverno         | Jarbas               | Episódio: "Jogos do amor e do acaso"                                  |
| 2000 | Laços de Família          | Viriato              |                                                                       |
| 1999 | Luna Caliente             | homem do guincho 1   |                                                                       |
| 1997 | A Comédia da Vida Privada | Televendedor         | Episódio: "Anchietanos"                                               |
| 1994 | Incidente em Antares      | Peixoto              |                                                                       |
| 1991 | Doris para Maiores        | Burgomestre          | Episódio: "O Vampiro de Novo Hamburgo"                                |

### No cinema
- 2021: Quem Vai Ficar com Mário? ... Antônio Brülich
- 2016: Teu Mundo não cabe nos Meus Olhos
- 2010: O Carteiro .... seu Joca
- 2009: A Casa Verde .... Jordão
- 2008: Netto e o Domador de Cavalos .... delegado
- 2008: Dias e Noites .... advogado Motta
- 2007: Rolex de Ouro (curta)
- 2006: Wood & Stock: Sexo, Orégano e Rock'n'Roll .... voz de Wood
- 2005: Diário de um Novo Mundo .... Manuel Escudeiro
- 2005: Jogo Subterrâneo .... Gordo
- 2005: Prato do Dia (curta) .... Vieira
- 2004: Xuxa e o Tesouro da Cidade Perdida .... Dário
- 2002: O Príncipe das Águas (curta)
- 2002: A Paixão de Jacobina .... Nadler
- 2001: Netto Perde Sua Alma
- 2001: Lua de Outubro .... Turco Tufic
- 2000: Tolerância .... voz do delegado
- 1999: Quadrilha (curta)
- 1998: Um Dia no Mercado (documentário) .... narrador
- 1996: Um Homem Sério (curta) .... padre
- 1995: O Quatrilho .... Miro
- 1995: O Caso do Linguiceiro (curta)
- 1995: Felicidade é... (episódio "Estrada") .... Gaúcho
- 1992: Novela (curta) .... voz
- 1989: O Macaco e o Candidato (curta) .... dono do macaco
- 1988: Barbosa (curta) .... porteiro do Maracanã
- 1988: A Hora da Verdade (curta)
- 1987: Prazer em Conhecê-la (curta)
- 1982: A Palavra Cão Não Morde (super-8)

### Dublagem
| Ano  | Título                                    | Personagem                                                             | Notas        |
| ---- | ----------------------------------------- | ---------------------------------------------------------------------- | ------------ |
| 2008 | Wood & Stock: Sexo, Orégano e Rock'n'Roll | Wood                                                                   | voz original |
| 2012 | PlayStation All-Stars Battle Royale       | Sweet Tooth, Dr. Nefarious e Narrador de Fat Princess                  |              |
| 2013 | God of War: Ascension                     | Hades                                                                  |              |
| 2017 | Terra-média: Sombras da Guerra            | Sauron e vozes adicionais                                              |              |
| 2017 | Assassin's Creed Origins                  | Hepzefa                                                                |              |
| 2020 | Warcraft III: Reforged                    | Anub'arak, Bruxo Orc Bruto, Chefe Pelurso, Guardião e Senhor da Cripta |              |